# Rodinné album
Rodinné album (v originále Family Album) je americký dvoudílný televizní film stanice NBC z roku 1994, který režíroval Jack Bender podle stejnojmenného románu Danielle Steelové z roku 1985. Film popisuje osudy americké rodiny od 50. do 80. let 20. století.

## Děj
Faye a Ward se poprvé potkali v roce 1951 během korejské války. On jako voják, ona jako populární hollywoodská herečka hostující na vojenské základně. Po válce ji Ward vyhledá a ožení se s ní. Protože je Ward dědicem rodinné firmy, Faye odejde od filmu a věnuje se rodině. Postupně se jim narodí čtyři děti. Nicméně Ward se o chod firmy nestará a dojde k úpadku. Musejí se přestěhovat do skromnějšího domu a Faye se rozhodne vrátit se k filmu. Ward tuto skutečnost nechce akceptovat a od rodiny se odstěhuje. Faye se postupně vypracuje z herečky na uznávanou režisérku. S Wardem se usmíří a ten dokonce začne produkovat její filmy. Neshody v rodině jsou však vyvolány vztahem k dětem. Nejstarší syn Lionel se svěří, že je gay, za což ho Ward vykáže z domu a zřekne se jej. Druhorozený Greg není úspěšný na univerzitě a přihlásí se jako dobrovolník do Vietnamu. Zde však zahyne. Nezletilá Anne se jako nejmladší cítí v rodině přehlížená a uteče s příslušníky hippies. Po návratu je těhotná, ale svého dítěte se po porodu vzdá. Dcera Valerie je herečkou jako její matka. Poté, co je Faye jako první žena vůbec nominována na Oscara v kategorii nejlepší režie, žárlí na její úspěch. Ward se po letech usmíří s Lionelem. Anne se v 17 letech zamiluje o mnoho let staršího muže a po dovršení 18 let se s ním ožení, což rodiče jen obtížně akceptují. Nicméně usmíří se. Z Valerie se stane uznávaná herečka. Faye umírá na srdeční vadu. Během pohřbu Ward vzpomíná na společně prožitý život.

## Obsazení
| Jaclyn Smith     | Faye Price Thayer |
| Michael Ontkean  | Ward Thayer       |
| Joe Flanigan     | Lionel Thayer     |
| Kristin Minter   | Valerie Thayer    |
| Leslie Horan     | Anne Thayer       |
| Brian Krause     | Greg Thayer       |
| Tom Mason        | Bill O'Hara       |
| Joel Gretsch     | John              |
| Paul Satterfield | Paul Steel        |
| John Waters      | Vincent           |